# 詹伯x
《詹伯X》（日語假名：ジャンボーX），是圆谷制作在1973年制作的特攝節目，为《詹伯a》的企画階段作品。漫画家中城健太郎創作，于1970年在小学館的学年誌8月份開始連載。

## 介绍
赛文的弟弟守护少年在M78星云由赛文赋予了超能力，只要双臂交叉成X形状就可变身而能与怪兽作战。该漫画形象与之后的《詹伯a》极为相似。